# Art of Crime
Art of Crime (L'Art du crime) è una serie televisiva francese ideata da Angèle Herry-Leclerc e Pierre-Yves Mora.

## Trama
Antoine Verlay, capitano di polizia e Florence Chassagne, storica dell'arte, conducono congiuntamente le indagini presso l'Ufficio Centrale per la Lotta al Traffico dei Beni Culturali (OCBC).
Ogni indagine, su due episodi, si svolge nell'ambiente artistico. La chiave dell'enigma risiede in un'opera d'arte.

## Episodi
| Stagione         | Episodi | Prima TV Francia | Prima TV Italia |
| ---------------- | ------- | ---------------- | --------------- |
| Prima stagione   | 6       | 2017             | 2018            |
| Seconda stagione | 6       | 2018             | 2019            |
| Terza stagione   | 2       | 2019             | inedite         |
| Quarta stagione  | 2       | 2021             | inedite         |
| Quinta stagione  | 2       | 2021             | inedite         |
| Sesta stagione   | 2       | 2022             | inedite         |
| Settima stagione | 2       | 2023-2024        | inedite         |
| Ottava stagione  | 2       | 2025             | inedite         |

## Personaggi e interpreti

### Principali
- Antoine Verlay, interpretato da Nicolas Gob, doppiato da David Chevalier.
- Florence Chassagne, interpretata da Éléonore Gosset, doppiata da Emanuela D'Amico.
- Comandante Pardo, interpretato da Benjamin Egner, doppiato da Carlo Scipioni.
- Pierre Chassagne, interpretato da Philippe Duclos, doppiato da Luciano Roffi.
- Hugo Prieur, interpretato da Emmanuel Noblet.

## Distribuzione
La serie viene trasmessa sul canale francese France 2 dal 17 novembre 2017.
In Italia, sono andate in onda soltanto le prime due stagioni della serie dal 16 agosto 2018 al 14 febbraio 2019 su Fox Crime.
Il 4 dicembre 2017, la serie viene rinnovata per una seconda stagione, trasmessa nell'autunno 2018. Il 6 febbraio 2019, la serie viene rinnovata per una terza stagione, trasmessa nell'autunno dello stesso anno. La quarta stagione è dedicata a Van Gogh, Toulouse-Lautrec e Camille Claudel.

## Premi e riconoscimenti
- Festival delle creazioni televisive di Luchon 2021: 
  - Premio del pubblico per la miglior serie televisiva.[5]